# Cíntia Lacroix
Cíntia Lacroix Farina (Porto Alegre, 1969) é uma escritora brasileira.

## Biografia
Advogada formada pela UFRGS, estudou direito internacional e literatura italiana em Roma. Trabalha na Advocacia-Geral da União. 
Depois de participar de uma oficina de criação literária com Luiz Antonio de Assis Brasil, começou a publicar contos. Seu romance de estreia, Sanga Menor, foi finalista do Prêmio São Paulo de Literatura na categorias autor estreante .

## Obras
- 2009 - Sanga Menor (Dublinense)
- 2014 - Tarantata (Dublinense)[4]